# Катлубай, Эдуард-Орест Густавович
Эдуард-Орест Густавович Катлубай (1861—1919) — русский военный деятель, генерал-майор (1915). Герой Первой мировой войны.

## Биография
В службу вступил в 1878 году после окончания Владикавказской военной прогимназии. С 1883 года после окончания Тифлисского военного училища произведён в прапорщики и выпущен в Пятигорский 151-й пехотный полк.
С 1884 года произведён в подпоручики, в 1888 году в поручики, в 1889 году в штабс-капитаны, в 1900 году в капитаны. С 1904 года участник Русско-японской войны. За храбрость в этой компании был награждён орденами Святой Анны 3-й степени с мечами и бантом и 4-й степени «За храбрость», Святого Станислава 2-й степени с мечами и Святого Владимира 4-й степени с мечами и бантом. В 1907 году произведён в подполковники, в 1910 году в полковники.

В 1914 года назначен командиром 179-го Усть-Двинского пехотного полка, с 1914 года вместе со своим полком участвовал в Первой мировой войне. 9 марта 1915 года «за храбрость» был награждён Георгиевским оружием: 
За то, что в бою 26 августа 1914 года за овладение укрепленной позицией на высоте 110, что западнее деревни Быстржица, являл собой редкий пример мужества и самоотвержения и со вверенным ему полком штыками взял первую линию окопов и укрепленную опушку рощи, что южнее леса у деревни Людвинов, чем обеспечил успех ночной атаки с 26 на 27 августа; на другой день штыками же взял окопы левого фланга укрепленной неприятельской позиции на высоте 110, чем был завершен успех всей операции
17 апреля 1915 года «за храбрость» был награждён орденом Святого Георгия 4-й степени.
С 1915 года командир 413-го Порховского пехотного полка. 27 ноября 1915 года «за отличие» произведён в генерал-майоры, с 1916 года назначен командиром бригады 69-й пехотной дивизии. 
С 1917 года назначен командующим 2-й Кавказской гренадёрской дивизией. 21 октября 1917 года уволен на пенсию по прошению.
Расстрелян большевиками 2 августа 1919 года в Николаеве .

## Награды
- Орден Святой Анны 3-й степени с мечами и бантом (1904)
- Орден Святого Станислава 2-й степени с мечами (1904)
- Орден Святого Владимира 4-й степени с мечами и бантом (1905)
- Орден Святой Анны 4-й степени (1905)
- Орден Святого Владимира 3-й степени с мечами (ВП 30.12.1914)
- Георгиевское оружие (ВП 09.03.1915)
- Орден Святого Георгия 4-й степени (ВП 17.04.1915)
- Орден Святой Анны 2-й степени с мечами (ВП 22.05.1915)
- Орден Святого Станислава 1-й степени с мечами (ВП 22.05.1915)